# 프렌치 커넥션

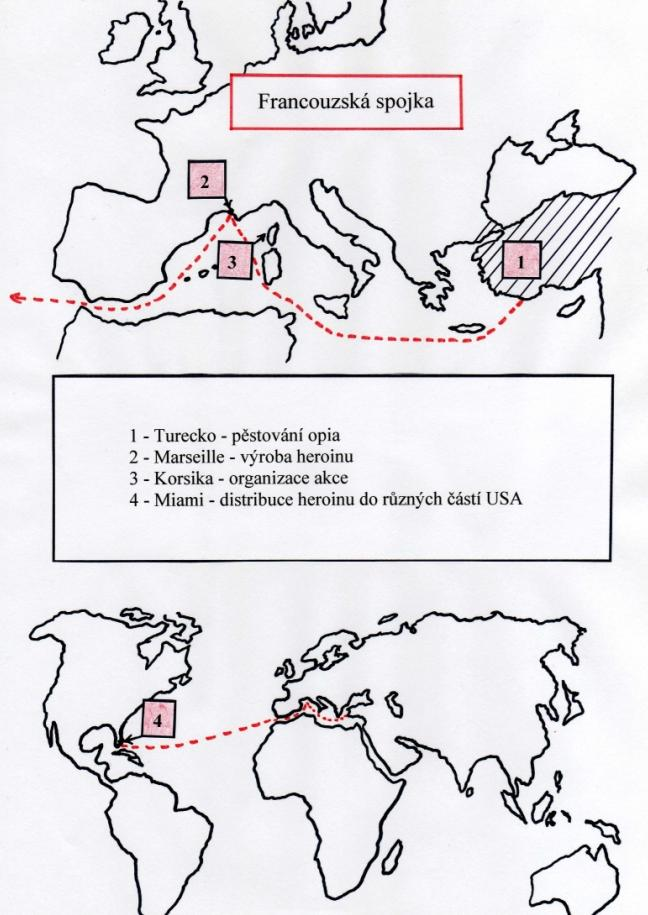
1960년대의 프렌치 커넥션

프렌치 커넥션(영어: French Connection)은 예전에 존재했던 마약 밀수 루트이다. 튀르키예에서 생산된 헤로인을 프랑스를 거쳐 미국으로 밀수입했다.
헤로인이 인도차이나에서 터키를 거쳐 프랑스, 미국, 캐나다로 밀수입되는 루트였다. 1930년대에 밀수가 시작되어 1960년대에 최고조에 이르렀고, 1970년대에 해체되었다. 당시 미국에서 사용되는 헤로인의 대부분을 공급하는 일을 담당했다. 작전은 코르시카인 앙투안 게리니와 폴 카본이 이끌었다. 또한 오귀스트 리코르, 폴 몬돌로니, 살바토레 그레코도 참여했다.

## 관련 영화
- 프렌치 커넥션 (영화)
- 대부 (영화)
- 마르세이유 탈출
- 프렌치 커넥션 2
- 도시의 제왕
- 아메리칸 갱스터 (영화)

## 같이 보기
- 프랑수아 스피리토